# 新谷明弘
新谷 明弘（しんたに あきひろ）は日本の漫画家。男性。
広島大学卒。1992年、「月刊アフタヌーン」（講談社）にて四季賞秋のコンテストで準入選。大学在学時、漫画家の能田達規と同じ漫研に所属していた。上京後、能田のアシスタントになる。現在は「コミックビーム」（エンターブレイン）に不定期に掲載される他、同人活動も行なっている。

## 作品リスト
- 未来さん（1998年に単行本化。絶版）
- からだの国のありす
- コミック版 みんなのクローズドシステム処分場